# Allestimento (nautica)
L'allestimento è la serie di operazioni e lavori che seguono il varo di una nave che servono ad equipaggiarla di tutti quei sistemi e degli accessori necessari ai compiti per i quali è stata costruita, ad eccezione dello scafo e dell'apparato propulsore. All'allestimento seguono le prove in mare, seguite dall'entrata in servizio della nave.

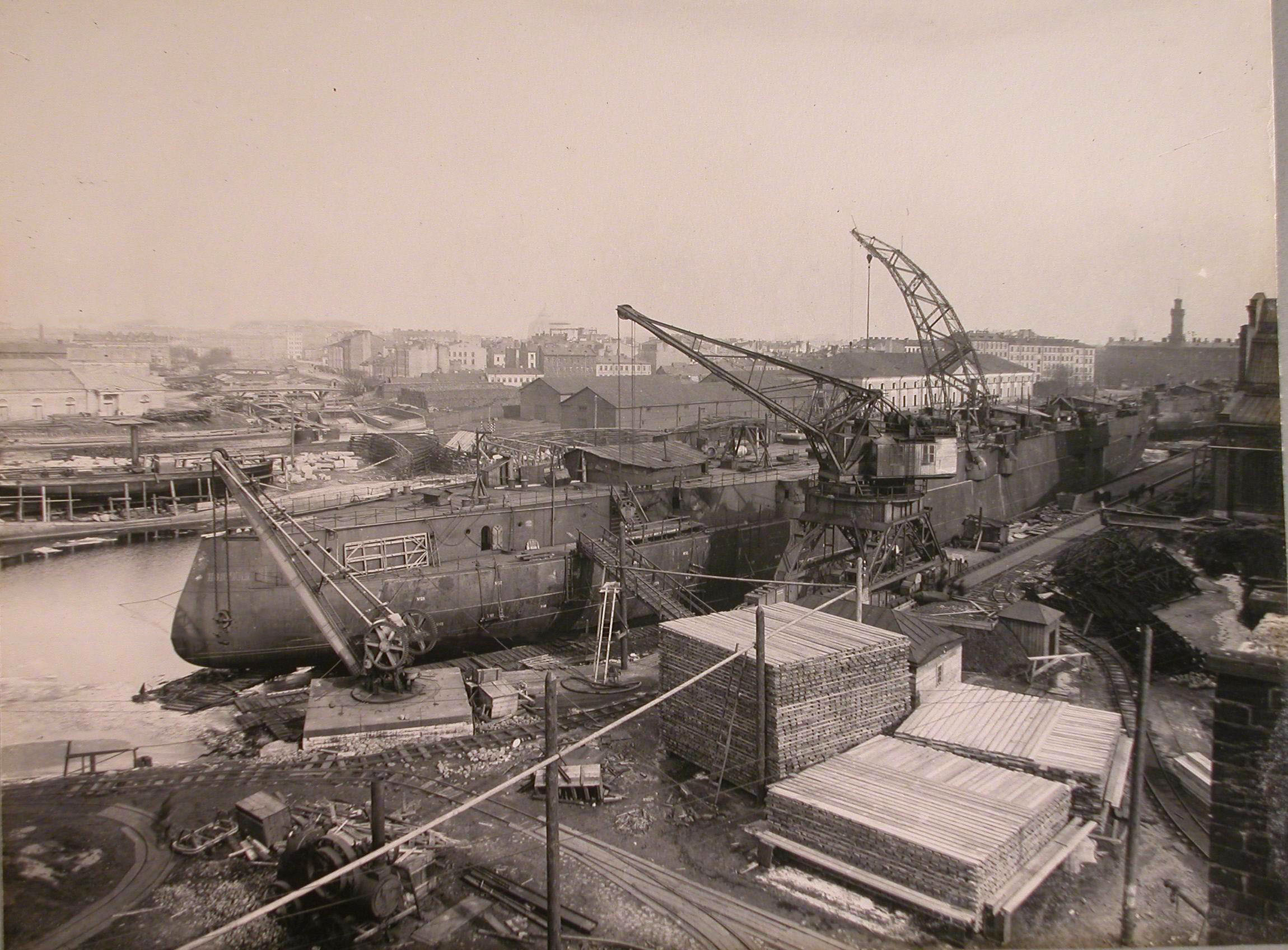
Allestimento della nave da battaglia Полтава (Poltava) nel 1912

Dopo il varo della nave o il suo galleggiamento (nel caso dei moderni scali allagabili) la nave viene ormeggiata presso uno scalo ed i lavori di costruzione continuano. A seconda del tipo di nave possono durare settimane fino a molti mesi. Le navi dalla struttura interna relativamente semplice, quali petroliere o portacontainer, hanno tempi di allestimento relativamente brevi. Quelle che devono trasportare un grande numero di passeggeri, quali le navi da crociera, o degli impianti molto sofisticati, quali le navi militari, hanno tempi molto più lunghi.
L'allestimento comprende la costruzione di tutte o parte delle sovrastrutture della nave, l'installazione dei motori ausiliari, generatori ed impianti elettrici ed idraulici, le finiture interne e gli arredi.